# Euphorbia donii
Euphorbia donii är en törelväxtart som beskrevs av Robertus Cornelis Hilarius Maria Oudejans. Euphorbia donii ingår i släktet törlar, och familjen törelväxter. Inga underarter finns listade i Catalogue of Life.